# Cornelis Ketel

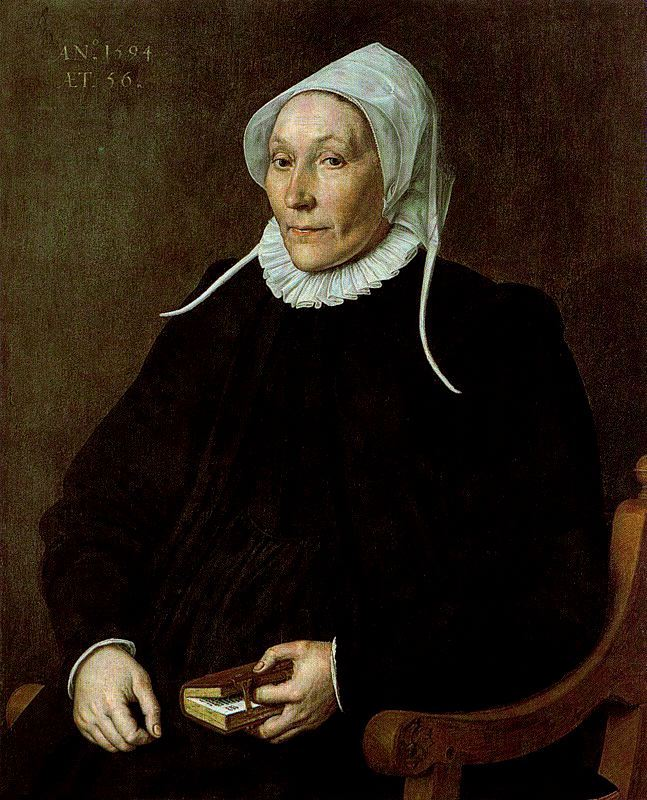
Dama de 56 anys en 1594, oli sobre taula, 83 x 67,3cm, Madrid, Museu Thyssen-Bornemisza.

Cornelis Ketel (Gouda, 18 de març de 1548 – Amsterdam, 8 d'agost de 1616) fou un pintor manierista neerlandès especialitzat en retrats.

## Biografia
Fill il·legítim d'Elisabeth Jacobsdr Ketel, va iniciar la seva formació amb un oncle, Cornelisz. Jacobsz. Ketel, modest pintor de vitralls de Gouda. Més endavant va estudiar a Delft amb Anthonie Blocklandt i va completar la seva formació a París i Fontainebleau abans d'establir-se com a mestre independent a Gouda, on va romandre fins a 1573. Des d'aquest any i fins a 1581 va residir exiliat a Londres, on va coincidir amb Federico Zuccaro. Segons Karel van Mander, el 1578 hauria tingut ocasió de retratar a la reina Elisabet I d'Anglaterra. El 1581 es va establir en Amsterdam on va romandre ja fins a la seva mort.
Dedicat amb preferència al retrat, a la seva tornada d'Anglaterra va contribuir a la introducció i difusió del retrat de grup a Holanda, com acredita la seva Companyia del capità Dirck Jacobsz. Rosecrans i del tinent Pauw (1588) del Rijksmuseum d'Amsterdam, exemple primerenc de retrat col·lectiu, amb els retratats en peus i en acció.
Va ser també orador i poeta i pintor d'al·legories i grans composicions d'història, encara que possiblement per l'escassa demanda d'obres d'aquest gènere a Holanda a la fi del segle xvi, cap composició a l'oli d'aquest gènere s'ha conservat, restant únicament algun dibuix, com El mirall de la virtut del Rijksmuseum, al·legoria de la naturalesa humana a ploma i aguada sèpia.